# Halfdan Kjerulf

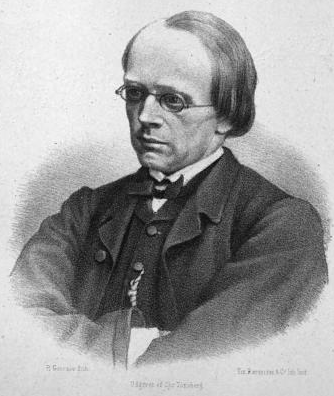
Halfdan Kjerulf

Halfdan Kjerulf (Christiania, 15 september 1815 - Grefsen [een wijk binnen de stad Oslo], 11 augustus 1868) was een Noors componist.

## Biografie
Hij was de zoon van een jurist die werkte als functionaris bij de regering. In navolging van zijn vader studeerde hij enige tijd rechten, maar hij moest die studie door ziekte afbreken. Hij verbleef enige tijd in Parijs en ging vervolgens aan de slag als journalist bij een Noors dagblad. 
Zonder enige relevante vooropleiding begon hij vanaf 1846 met componeren en pianolessen geven. Vanaf 1848 kreeg hij - deels met beurzen van de Noorse overheid - muzikaal onderricht. Hij studeerde onder meer bij Niels Gade in Kopenhagen. Hij zette een aantal teksten van de schrijver Bjørnstjerne Bjørnson op muziek. In Oslo (destijds Christiania genaamd) maakte hij kennis met de Noor Johan Gottfried Conradi, die componist, koordirigent en muziekpedagoog was. Samen organiseerden zij optredens met koor en orkest, waarbij Kjerulf het koor voor zijn rekening nam en Conradi het orkest. Kjerulf dankt zijn roem vrijwel uitsluitend aan zijn liederen, maar hij schreef tevens een groot aantal  pianosolo composities. Zijn werk werd geïnspireerd door enerzijds de Noorse volksmuziek, anderzijds door componisten als Mendelssohn en Schumann. 
In 1863 ontving hij de Zweedse koninklijke onderscheiding Litteris et Artibus.

## Werken (selectie)
- Troubadouren

- Bibsys: 90057686
- Biblioteca Nacional de España: XX5529563
- Bibliothèque nationale de France: cb125002883 (data)
- CiNii: DA13198228
- Gemeinsame Normdatei: 119313960
- International Standard Name Identifier: 0000 0000 8388 792X
- KulturNav: 28363ae9-ee0a-4d01-8d8a-0d823d6e6125
- Library of Congress Control Number: n82152304
- Nationale Bibliotheek van Letland: 000236244
- MusicBrainz: 57deb246-0aa9-41ba-a873-ce0979972570
- Nationale Bibliotheek van Tsjechië: kup20000000048538
- Nationale bibliotheek van Australië: 60434907
- Nationale Bibliotheek van Israël: 987007283519105171
- Nationale en Universitaire bibliotheek Zagreb: 000095801
- Nederlandse Thesaurus van Auteursnamen: 096831502
- Réseau des bibliothèques de Suisse occidentale: 02-A005934206
- Istituto Centrale per il Catalogo Unico: MUSV035884
- LIBRIS: 193714
- SNAC: w6bz66r6
- Système universitaire de documentation: 034225064
- Trove: 1585970
- Virtual International Authority File: 64109814
- WorldCat: E39PBJfMfpFCbJBBC8qtF67GpP